# Odontomelus pareense
Odontomelus pareense är en insektsart som beskrevs av Nicholas David Jago 1995. Odontomelus pareense ingår i släktet Odontomelus och familjen gräshoppor. Inga underarter finns listade i Catalogue of Life.